# Cyclolejeunea convexistipa
Cyclolejeunea convexistipa là một loài Rêu trong họ Lejeuneaceae. Loài này được (Lehm. & Lindenb.) A. Evans mô tả khoa học đầu tiên năm 1904.